# Geranium purpureum
Geranium purpureum là một loài thực vật có hoa trong họ Mỏ hạc. Loài này được Vill. mô tả khoa học đầu tiên năm 1786.

## Hình ảnh

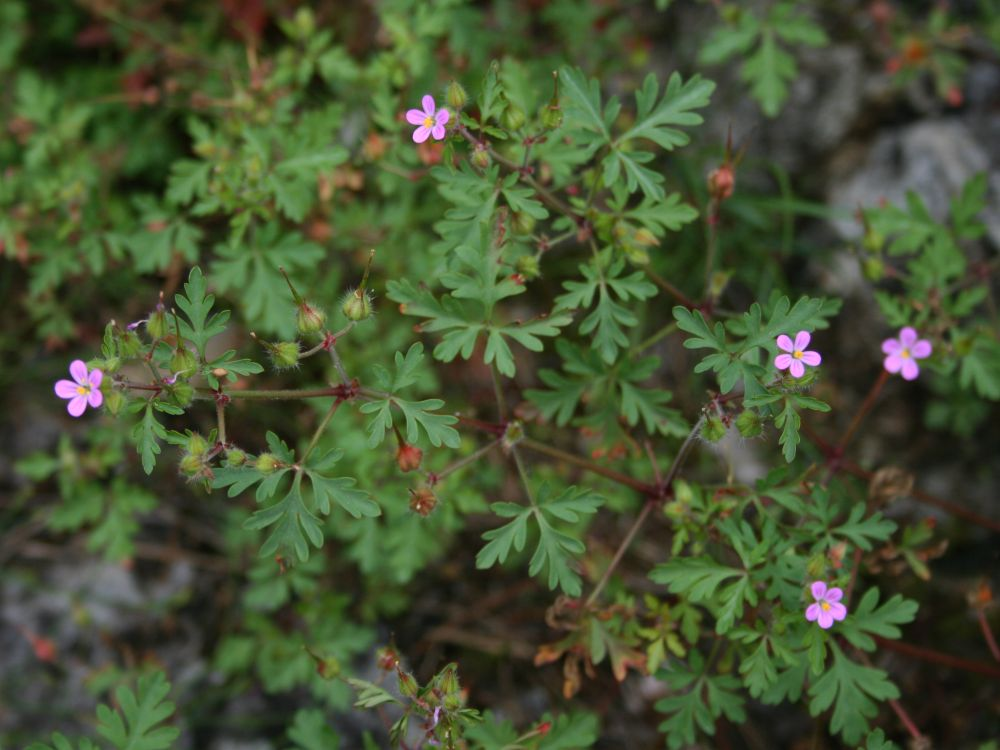
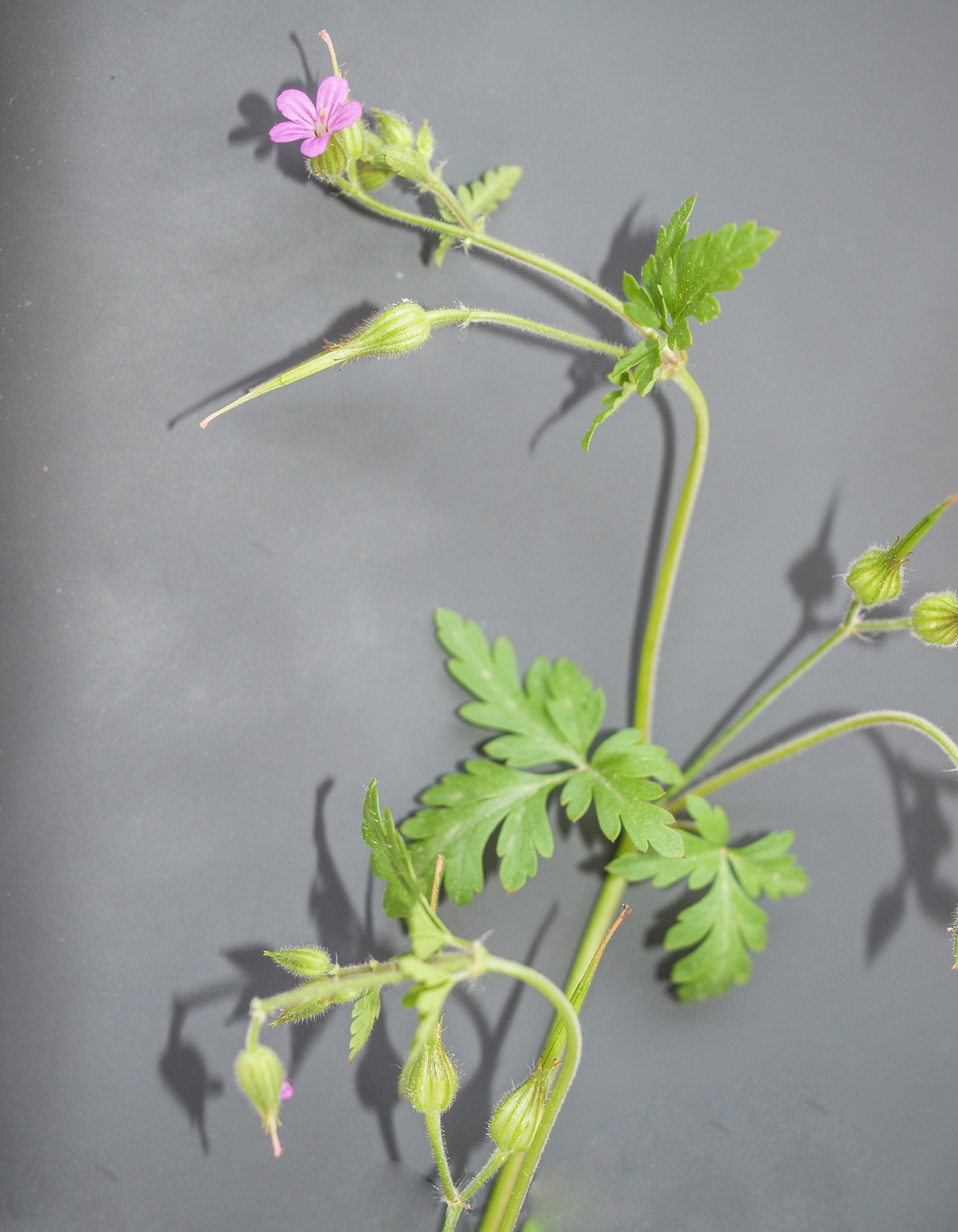
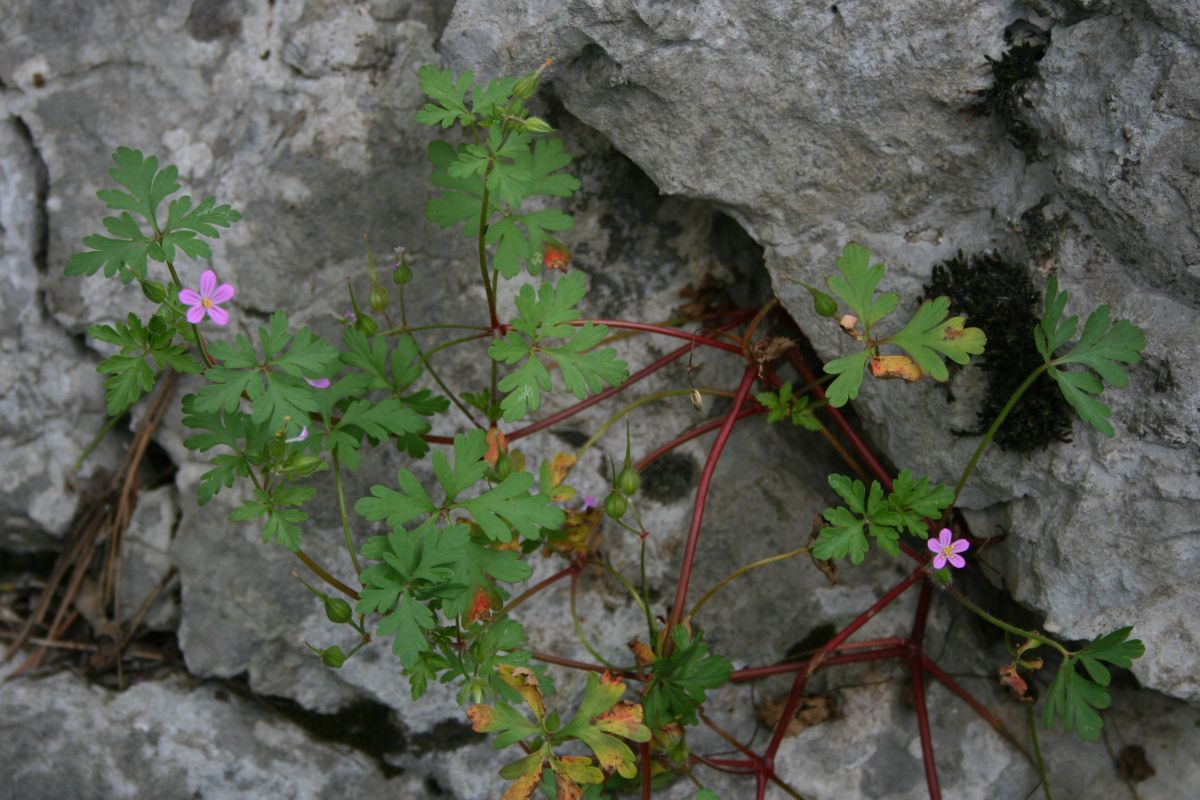
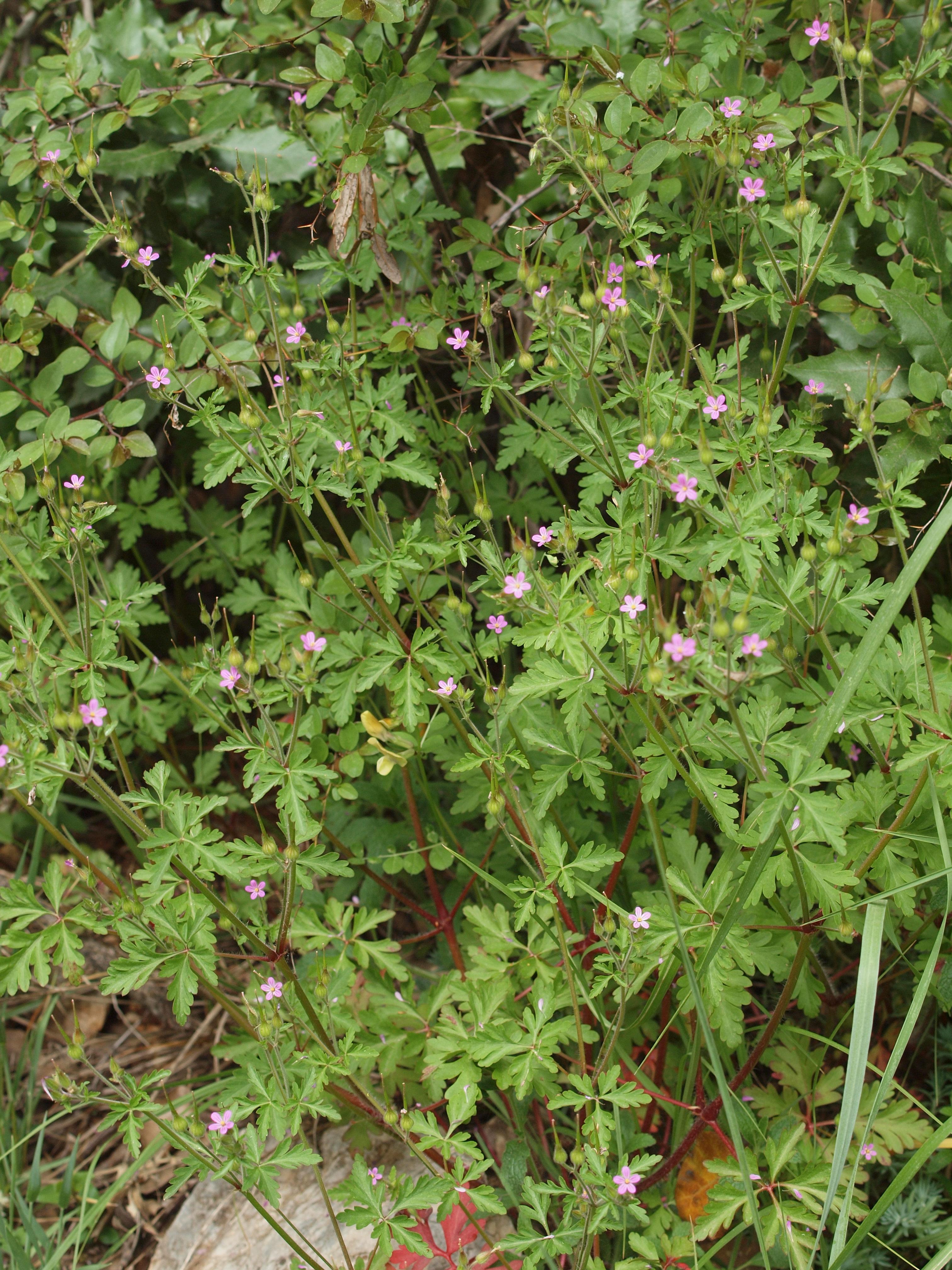